# Canton de Nice-8
Le canton de Nice-8 est une circonscription électorale française située dans le département des Alpes-Maritimes et la région Provence-Alpes-Côte d'Azur. Il fait partie des première et troisième circonscriptions des Alpes-Maritimes. À la suite du redécoupage cantonal de 2014, les limites territoriales du canton sont remaniées et englobent désormais une partie de l'est de la ville de Nice : le quartier Saint-Roch et une partie des quartiers de Roquebillière, Pasteur et Riquier.

## Histoire

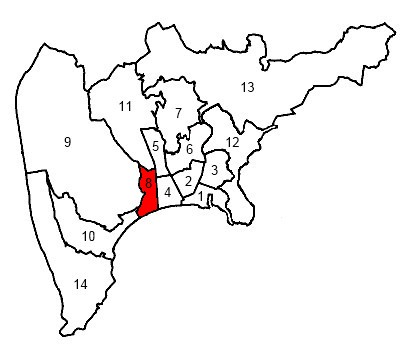
Situation du canton de Nice-8 dans la ville de Nice avant 2015.

Le canton est créé par le décret du 16 août 1973 qui redéfinit les limites des cantons de Nice-4, Nice-5 et Nice-6, et intègre dans ce périmètre cinq nouveaux cantons : Nice-7, Nice-8, Nice-9, Nice-10 et Nice-11. Il comprend alors la portion de territoire de la ville de Nice déterminée par les voies ci-après : promenade des Anglais, axe du boulevard Gambetta jusqu'au square Général-Ferrié (palais de l'agriculture exclu), soit du no 45 au no 111 inclus ; limite est du boulevard de la Madeleine exclu jusqu'à l'avenue Joseph-Revelli exclue ; Sud de l'avenue Joseph-Revelli, avenue exclue ; Ouest de l'avenue Emile-Henriot, avenue incluse ; Sud de l'avenue Robert-Schuman, avenue exclue ; Nord de l'avenue d'Estienne-d'Orves, avenue exclue de la place Saint-Philippe à l'avenue Beausite ; Nord de l'avenue Beausite, avenue exclue ; Est du chemin Saint-Pierre-de-Féric, chemin exclu du début jusqu'à l'avenue du Petit-Piol, cette dernière avenue étant comprise ; Sud de l'avenue de Pessicart, avenue exclue, du chemin des Sablières, au boulevard Gambetta ; axe du boulevard Gambetta, de l'avenue de Pessicart, à la promenade des Anglais, point de départ.
Quartiers de Nice inclus alors dans le canton :
- Les Baumettes ;
- Grosso/Saint-Philippe (avec la cathédrale orthodoxe russe Saint-Nicolas et le lycée du Parc-Impérial).

Par décret du 24 février 2014, le nombre de cantons du département est divisé par deux, avec mise en application aux élections départementales de mars 2015. Le canton de Nice-8 est conservé et voit ses limites territoriales totalement remaniées et déplacées à l'est de la ville de Nice (voir Composition).

## Représentation

### Conseillers généraux de 1973 à 2015
| Période | Période          | Identité               | Étiquette             | Qualité                                                                                  |
| ------- | ---------------- | ---------------------- | --------------------- | ---------------------------------------------------------------------------------------- |
| 1973    | 1979             | Fernand Icart          | UDF-PR                | Député (jusqu'en 1977 et à partir de 1978) Ancien conseiller général du Canton de Nice-6 |
| 1979    | 1985             | Jacques Dumas-Lairolle | UDF-PR                | Avocat Député (1977-1978) (suppléant de Fernand Icart)                                   |
| 1985    | 1992 (démission) | Christian Estrosi      | RPR                   | Député (1988-2016)                                                                       |
| 1993    | 1994 (décès)     | Richard Giamarchi      | RPR                   |                                                                                          |
| 1994    | 2015             | Olivier Bettati        | RPR puis UMP puis DVD | Adjoint puis Conseiller municipal de Nice                                                |

### Conseillers départementaux depuis 2015
| Période élective | Période élective | Mandat | Mandat   | Identité            | Nuance | Nuance | Qualité |
| ---------------- | ---------------- | ------ | -------- | ------------------- | ------ | ------ | --- |
| 2015             | 2021             | 2015   | 2021     | Anne Ramos-Mazzucco |        | LR     | Conseiller municipal de Nice jusqu'en 2020                                                                                      |
| 2015             | 2021             | 2015   | 2021     | Philippe Rossini    |        | UDI    | Conseiller municipal de Nice jusqu'en 2020 Vice-président du Département chargé des seniors et anciens combattants              |
| 2021             | 2028             | 2021   | en cours | Bernard Chaix       |        | EXD    | Conseiller municipal de Nice, 11ème Vice-Président du conseil départemental chargé de l'insertion, de l'emploi et des commerces |
| 2021             | 2028             | 2021   | en cours | Anne Ramos-Mazzucco |        | HOR    | Conseillère sortante |

## Composition
Le canton comprend la partie de la commune de Nice située à l'intérieur d'un périmètre défini par l'axe des voies et limites suivantes : depuis la limite territoriale de la commune de La Trinité, autoroute A 8, bretelle d'autoroute, ligne droite prolongeant le boulevard de l'Observatoire jusqu'au rond-point de la route de Turin, boulevard de l'Observatoire, ligne droite prolongeant la résidence Bon-Voyage, résidence Bon-Voyage (exclue), cours du Paillon, rue du Docteur-Louis-Prat, boulevard Pasteur, montée Clément, chemin reliant la terrasse de Cimiez à la place du Docteur-Charles-Paschetta, terrasse de Cimiez, chemin Saint-Yriel, corniche Sainte-Rosalie, boulevard Pasteur, rue Claude-Bernard, boulevard Pasteur (inclus, jusqu'à l'angle de la rue de la Gendarmerie), avenue de l'Arbre-Inférieur, ligne de chemin de fer, boulevard Jean-Baptiste-Vérany, place de l'Armée-du-Rhin, boulevard Pierre-Sola, rue Auguste-Gal, rue Théodore-Gasiglia, rue Arson, place Auguste-Blanqui, boulevard de Riquier, rue Smollet, rue Soleau, avenue du Mont-Alban, corniche André-Joly, château Riquier, rue de l'Abbé-Salvetti, boulevard du Mont-Boron, boulevard de l'Armée-des-Alpes, boulevard Bischoffsheim, boulevard de l'Observatoire, ligne droite prolongeant le boulevard de l'Observatoire jusqu'au rond-point de la route de Turin, bretelle d'autoroute, autoroute A 8, jusqu'à la limite territoriale de la commune de La Trinité.
| Nom                          | Code Insee | Intercommunalité           | Superficie (km2) | Population (dernière pop. légale)                 | Densité (hab./km2) | Modifier                                    |
| ---------------------------- | ---------- | -------------------------- | ---------------- | ------------------------------------------------- | ------------------ | ------------------------------------------- |
| Nice (bureau centralisateur) | 06088      | Métropole Nice Côte d'Azur | 71,92            | Fraction : 40 392 (2022) Commune : 353 701 (2022) | 4 918              | modifier les données · modifier les données |
| Canton de Nice-8             | 0622       |                            |                  | 40 392 (2022)                                     |                    | modifier les données                        |

Sa superficie est de 2,42 km2. Il s'étend dans l'Est de la ville de Nice, incluant le quartier Saint-Roch et une partie des quartiers de Roquebillière, Pasteur et Riquier. Il fait partie des première et troisième circonscriptions des Alpes-Maritimes.

## Démographie

### Démographie avant 2015
| 1975 | 1982 | 1990   | 1999   | 2006   | 2011   | 2012   |
| ---- | ---- | ------ | ------ | ------ | ------ | ------ |
| -    | -    | 29 361 | 32 875 | 22 497 | 21 260 | 21 481 |

### Démographie depuis 2015
En 2022, le canton comptait 40 392 habitants, en évolution de +3,43 % par rapport à 2016 (Alpes-Maritimes : +2,85 %, France hors Mayotte : +2,11 %).
| 2013   | 2018   | 2022   |
| ------ | ------ | ------ |
| 37 683 | 39 043 | 40 392 |

## Élections

### Élection partielle de 1993
Une élection cantonale partielle est organisée en janvier 1993. Au premier tour, le candidat du RPR et de l'UDF Richard Giamarchi recueille 33,33 % des voix et devance la candidate du Front national Josiane Pastorel (24,29 %), tous deux qualifiés pour le second tour. Lors de celui-ci, Richard Giamarchi est élu avec 64,83 % des voix.

### Élection partielle de 1994
À la suite du décès de Richard Giamarchi, une élection cantonale partielle est organisée les 11 et 18 décembre 1994. Le premier tour voit Olivier Bettati, soutenu par le RPR, l'UDF et le CNI, arriver en tête avec 21,58 %, suivi de la candidate du Front national Josiane Pastorel (24,70 %). Christian Estrosi (19,20 %), qui arrive derrière le candidat DVG Max Cavaglione (20,97 %), est éliminé. Au second tour, Olivier Bettati remporte l'élection face à la candidate du FN.

### Élections de mars 2015
À l'issue du 1er tour des élections départementales de 2015, deux binômes sont en ballottage : Anne Ramos et Philippe Rossini (Union de la Droite, 38,4 %) et Marc-André Domergue et Odile Tixier de Gubernatis (FN, 36,68 %). Le taux de participation est de 48,07 % (10 398 votants sur 21 631 inscrits) contre 48,55 % au niveau départementalet 50,17 % au niveau national.
Au second tour, Anne Ramos et Philippe Rossini (Union de la Droite) sont élus avec 58,59 % des suffrages exprimés et un taux de participation de 48,02 % (5 548 voix pour 10 386 votants et 21 630 inscrits).
| Candidats   | Candidats                  | Partis      | Partis      | Premier tour | Premier tour | Second tour | Second tour |
| Candidats   | Candidats                  | Partis      | Partis      | Voix         | %            | Voix        | %           |
| ----------- | -------------------------- | ----------- | ----------- | ------------ | ------------ | ----------- | ----------- |
| 2           | Anne Ramos                 |             | UMP         | 3 846        | 38,40        | 5 548       | 58,59       |
| 2           | Philippe Rossini           |             | UDI         | 3 846        | 38,40        | 5 548       | 58,59       |
| 3           | Marc-André Domergue        |             | FN          | 3 674        | 36,68        | 3 921       | 41,41       |
| 3           | Odile Tixier de Gubernatis |             | FN          | 3 674        | 36,68        | 3 921       | 41,41       |
| 4           | Rémi Boggio                |             | PS          | 1 528        | 15,26        |             |             |
| 4           | Céline Florentino          |             | PS          | 1 528        | 15,26        |             |             |
| 1           | Maurice Bacconin           |             | PCF         | 968          | 9,66         |             |             |
| 1           | Nathalie Egloff-Brundu     |             | PCF         | 968          | 9,66         |             |             |
|             |                            |             |             |              |              |             |             |
| Inscrits    | Inscrits                   | Inscrits    | Inscrits    | 21 631       | 100,00       | 21 630      | 100,00      |
| Abstentions | Abstentions                | Abstentions | Abstentions | 11 233       | 51,93        | 11 244      | 51,98       |
| Votants     | Votants                    | Votants     | Votants     | 10 398       | 48,07        | 10 386      | 48,02       |
| Blancs      | Blancs                     | Blancs      | Blancs      | 268          | 2,58         | 626         | 6,03        |
| Nuls        | Nuls                       | Nuls        | Nuls        | 114          | 1,1          | 291         | 2,8         |
| Exprimés    | Exprimés                   | Exprimés    | Exprimés    | 10 016       | 96,33        | 9 469       | 91,17       |

### Élections de juin 2021
Le premier tour des élections départementales de 2021 est marqué par un très faible taux de participation (33,26 % au niveau national). Dans le canton de Nice-8, ce taux de participation est de 30,32 % (6 488 votants sur 21 395 inscrits) contre 34,55 % au niveau départemental. À l'issue de ce premier tour, deux binômes sont en ballottage : Odile Tixier de Gubernatis et Thierry Venem (RN, 38,26 %) et Bernard Chaix et Anne Ramos-Mazzucco (Union à droite, 37,08 %).
Le second tour des élections est marqué une nouvelle fois par une abstention massive équivalente au premier tour. Les taux de participation sont de 34,3 % au niveau national, 37,61 % dans le département et 33,89 % dans le canton de Nice-8. Bernard Chaix et Anne Ramos-Mazzucco (Union à droite) sont élus avec 57,67 % des suffrages exprimés (3 892 voix pour 7 250 votants et 21 393 inscrits),,.
| Candidats                | Candidats                  | Partis                   | Premier tour | Premier tour | Second tour | Second tour |
| Candidats                | Candidats                  | Partis                   | Voix         | %            | Voix        | %           |
| ------------------------ | -------------------------- | ------------------------ | ------------ | ------------ | ----------- | ----------- |
|                          | Odile Tixier de Gubernatis | RN                       | 2 355        | 38,26        | 2 857       | 42,33       |
|                          | Thierry Venem              | RN                       | 2 355        | 38,26        | 2 857       | 42,33       |
|                          | Bernard Chaix              | LR                       | 2 282        | 37,08        | 3 892       | 57,67       |
|                          | Anne Ramos                 | LR                       | 2 282        | 37,08        | 3 892       | 57,67       |
|                          | Anne-Laure Chaintron       | LFI                      | 1 252        | 20,34        |             |             |
|                          | Robert Injey               | PCF                      | 1 252        | 20,34        |             |             |
|                          | Fafa Bouamama              | DVG                      | 266          | 4,32         |             |             |
|                          | Samuel Mauro               | DVG                      | 266          | 4,32         |             |             |
|                          |                            |                          |              |              |             |             |
| Suffrages exprimés       | Suffrages exprimés         | Suffrages exprimés       | 6 155        | 94,87        | 6 749       | 93,09       |
| Votes blancs             | Votes blancs               | Votes blancs             | 199          | 3,07         | 315         | 4,34        |
| Votes nuls               | Votes nuls                 | Votes nuls               | 134          | 2,07         | 186         | 2,57        |
| Total                    | Total                      | Total                    | 6 488        | 100          | 7 250       | 100         |
| Abstention               | Abstention                 | Abstention               | 14 907       | 69,68        | 14 143      | 66,11       |
| Inscrits / participation | Inscrits / participation   | Inscrits / participation | 21 395       | 30,32        | 21 393      | 33,89       |